# Jared Lobdell
Jared Charles Lobdell (nacido en 1937) es un escritor y profesor estadounidense. Ha publicado varios artículos y libros sobre escritores de fantasía y ciencia ficción como C. S. Lewis, George Orwell o J. R. R. Tolkien. Varias entradas de la enciclopedia J. R. R. Tolkien Encyclopedia: Scholarship and Critical Assessment, editada por Michael D. C. Drout y publicada en 2006, pertenecen también a Lobdell. 

## Obras
- A Tolkien Compass (1975)
- England and Always: Tolkien's World of the Rings (1981)
- The World of the Rings (2004)
- The Rise of Tolkienian Fantasy (2005)